# La Loi de la vie
La Loi de la vie (titre original : The Law of Life) est une nouvelle américaine de Jack London publiée aux États-Unis en 1902.

## Historique
La nouvelle est publiée initialement dans le McClure's Magazine en mars 1901, avant d'être reprise dans le recueil Les Enfants du froid en septembre 1902.

## Résumé
La tribu a levé le camp. Le vieux Koskoosh alimente son feu. Ses yeux ne voient plus; il est trop fatigué pour reprendre la piste. « Une fois que le feu aurait fini de dégager sa chaleur, le gel commencerait à reprendre vigueur. Ses pieds céderaient d'abord, puis ses mains, et l'engourdissement gagnerait lentement le corps tout entier. Sa tête tomberait en avant sur ses genoux, et alors le temps du repos serait venu...Qu'importait après tout ? N'était-ce pas la loi de la vie ? »

## Éditions

### Éditions en anglais
- The Law of Life, dans le McClure's Magazine, mars 1901.
- The Law of Life, dans le recueil Children of the Frost, New York ,The Macmillan Co, septembre 1902.

### Traductions en français
- La Loi de la vie, traduit par Louis Postif, in Les Enfants du froid, recueil, Hachette, 1932.
- La Loi de la vie, traduit par François Specq, Gallimard, 2016[2].

## Sources
- « Bibliographie de Jack London », sur jack-london.fr (consulté le 20 février 2024)